# Pytalovo
Pytalovo è una cittadina della Russia occidentale (Oblast' di Pskov), situata sul fiume Utroja, 102 km a sudest del capoluogo Pskov. È il capoluogo del distretto omonimo.
Un villaggio di nome Pytalovo è attestato nell'anno 1878; lo status di città è del 1933. Appartenne alla Repubblica di Lettonia tra il 1920 e il 1944. 
Pytalovo ha cambiato nome diverse volte nella sua storia: dal 1918 al 1938 si chiamò Jaunlatgale (in lettone, Nuova Letgallia), mentre dal 1938 al 1945 ebbe nome Abrene.
Il territorio di Abrene dal 1991 fu rivendicato dalla neo-indipendente Lettonia e solo nel 2007 si procedette al riconoscimento reciproco dei confini.

## Società

### Evoluzione demografica
Fonte: mojgorod.ru
- 1959: 3.500
- 1970: 4.100
- 1989: 7.200
- 2002: 6.806
- 2007: 6.400